# Acanthephyra parva
Acanthephyra parva is een garnalensoort uit de familie van de Acanthephyridae.